# Sheshbazzar
Sheshbazzar (ebraico : שֵׁשְׁבַּצַּר  , moderno : Šešbaṣár , tiberiano : Šēšbaṣṣar , "principe di Giuda", probabilmente dall'accadico : 𒌓𒀜𒋀 , romanizzato : Šamaš-abu-usur)  è un personaggio biblico menzionato nei libri di Esdra e Aggeo nell'Antico Testamento. Era un principe della famiglia reale di Giuda e un discendente del re Davide. Sheshbazzar è noto principalmente per aver guidato il primo gruppo di ebrei esuli da Babilonia a Gerusalemme in seguito al decreto del re persiano Ciro che consentiva loro di tornare e ricostruire il loro tempio.
Sotto la guida di Sheshbazzar, gli ebrei iniziarono la ricostruzione del Tempio di Gerusalemme. Tuttavia, questo compito fu successivamente completato da un altro leader ebreo di nome Zorobabele. La vita di Sheshbazzar e le sue origini rimangono poco chiari, poiché le informazioni su di lui nei testi biblici sono limitate.